# 東方不敗
東方不敗（とうほうふはい、簡体字: 东方不败、拼音: Dōngfāng Búbài）は、金庸の武俠小説『秘曲 笑傲江湖』に登場する、敵役の一人である。

## 生涯
江湖に敵なしと言われる武芸の達人で、邪派・日月神教教主。
禁断の奥義『葵花宝典』を会得し最強となるために自ら去勢して男とも女ともつかぬ怪人となった。
教団内でクーデターを起こして先代教主任我行を投獄し、教主の地位についたが、実務は愛人の教団No.2楊蓮亭に任せきりで、自らは替え玉を立てて表舞台から引き下がり、葵花宝典の会得に腐心した。
普段は女装して別院に籠もり、花に囲まれた女部屋で刺繍に興じながら、楊蓮亭と愛をはぐくむ日々を過ごしている。武芸の達人かつ教主の身でありながら、楊蓮亭に対してはまるで貞淑な妻のようにかいがいしく仕えており、その異様さは令狐冲達を驚かせた。
その強さはまさに「武功天下第一」で、目にもとまらぬ速さで動くだけでなく、刺繍針という極めて軽いものを武器にして的確に急所に打ち込むなど、令狐冲、任我行、任盈盈、向問天という屈指の使い手四人が束になっても敵わなかった。最後は楊蓮亭への思慕が強すぎることから隙を見せて倒された。

なお、映像作品等ではしばしば若い容姿として描写されるが、原作では老人が化粧を施し、けばけばしい衣装を身にまとった、醜悪で異様な風体という描写がある。

## 演じた俳優（女優）
映画
- ブリジット・リン： 香港・・・『スウォーズマン 女神伝説の章』 1991年、『スウォーズマン 女神復活の章』 1993年

ブリジット・リンは、本作で「男装の麗人」というイメージを決定的なものにした。
- ジョイ・ウォン（偽・東方不敗）： 香港・・・『スウォーズマン 女神復活の章』 1993年

テレビドラマ
- 江毅：『笑傲江湖』 TVB 香港 1984年
- 乾徳門：『笑傲江湖』 台湾電視公司 臺灣 1985年
- 魯振順：『笑傲江湖』 TVB 香港 1996年
- 劉雪華：『スウォーズマン 笑傲江湖』 中国電視公司（CTV） 台湾 2000年
- 鄭秀珍：『笑傲江湖』 シンガポール 2000年
- マオ・ウェイタオ：『笑傲江湖』 中央電視台（CCTV） 中国 2001年
- ジョー・チェン：『月下の恋歌 笑傲江湖』 華夏視聴環球伝媒集団有限公司 中国 2013年
- ディン・ユーシー：『笑傲江湖 レジェンド・オブ・スウォーズマン』YOUKU 中国 2018年

## その他
- 金庸は、東方不敗を女性が演じることに、あまりいい印象を持っていない。
- 『機動武闘伝Gガンダム』のキャラクターに名前が採用され、「東方不敗マスター・アジア」として登場した。
- 『ファイナルファンタジーVII』では、最強のチョコボとしてチョコボレースに登場する。
- 『ロザリオとバンパイア』では、かつて世界を救った三大冥王の一人として東方不敗というキャラクターが登場する。